# Герб Оржицького району
Герб О́ржицького райо́ну — офіційний символ Оржицького району Полтавської області, затверджений 4 вересня 2002 р. сесією районної ради.
Автор — С. Дерев’янко.

## Опис
На синьому чотирикутному щиті із заокругленими нижніми кутами і загостренням в основі, з червоною трикутною главою — золотий колос в стовп. У главі уширений хрест з сяйвом, супроводжуваний угорі чотирма срібними шестипроменевими зірками. 
Щит облямований вінком із колосся, оповитим синьо-жовтою стрічкою з кетягом калини внизу, вгорі — срібна девізна стрічка із пурпуровим написом "ОРЖИЧЧИНА", над нею — три вишиті квітки.